# Subud
Subud est une association spirituelle internationale, rassemblant des personnes de toutes religions, comme des personnes non affiliées à une religion particulière, autour d'une pratique spécifique : le Latihan Kejiwaan (termes indonésiens signifiant « exercice spirituel »).
Le mouvement Subud a été fondé dans les années 1920 par Muhammad Subuh Sumohadiwidjojo (1901-1987), plus couramment appelé Bapak, le terme indonésien Pak ou Bapak (père) étant d'usage pour s'adresser à un homme âgé ou respecté. Depuis son introduction en Occident en 1954, Subud s'est répandu depuis dans 80 pays à travers le monde, avec actuellement environ 10 000 adhérents dans le monde. « Subud » est l'abréviation de trois mots javanais dérivés du sanskrit : Susila Budhi Dharma.

## Pratiques
La pratique fondamentale de Subud est le Latihan Kejiwaan (mot indonésien signifiant « exercice » ou « entraînement spirituel »). Dans cet exercice, le pratiquant est invité à se mettre dans un état de réception, hors de l'influence des pensées et des désirs et de ne pas attendre quelque chose en particulier. Il ne doit pas y avoir de concentration sur une image ni récitation d'un mantra, mais il s'agit seulement de ressentir une « vibration » intérieure que la plupart des membres Subud définissent comme un contact avec Dieu, la « Grande Force de Vie », ou encore le « Saint Esprit ». Même si le Latihan peut être pratiqué individuellement chez soi, les membres Subud sont encouragés à le pratiquer si possible en groupe, du moins les premiers temps. Dans tous les cas, les hommes et les femmes pratiquent le Latihan séparément. La plupart des membres Subud ont expérimenté que le mieux est de pratiquer le Latihan en groupe deux fois par semaine pour commencer.

## Accueil critique
En France : l'Association Subud de France - Susila Dharma France est classée comme secte dans le rapport parlementaire français n°2468 de 1995,.
En Suisse : Bettina Bussinger, spécialiste des religions, a mené une enquête sur Subud pour l'association suisse d'information sur les dérives sectaires Infosekta. Elle relève qu'aucun prosélytisme n'est effectué, que rejoindre le groupe « ne coûte rien », que la hiérarchie est normale et démocratique, que le fondateur ne peut pas être vu comme un gourou, que les exigences financières « se situent dans une fourchette raisonnable », que la sortie est « formellement possible à tout moment », qu'il n'y a pas eu de plainte portée auprès d'Infosekta sur le groupe depuis dix ans, et donc que celui-ci est loin de remplir les critères de sectarisme établis par l'association. Elle relève que le seul vrai problème de Subud réside dans ses promesses de salut exagérées car il présente sa pratique, qui relève de techniques psycho-religieuses, comme le remède à toutes les difficultés, si bien que l'individu porte une responsabilité s'il ne parvient pas à les résoudre.